# Paul Iacono
Paul Stanley Iacono (Secaucus, 7 settembre 1988) è un attore statunitense di origini italiane.
È apparso nel 2009 in Fame - Saranno famosi, remake dell'omonimo musical anni '80 , ed è inoltre il protagonista della serie tv di MTV Hard Times - Tempi duri per RJ Berger.

## Vita privata
Iacono nasce a Secaucus, New Jersey da genitori italoamericani Michele e Anthony Iacono , un amministratore comunale. Nel febbraio 2011, il padre di Paul venne arrestato per guida sotto l'effetto di sostanze stupefacenti e per il possesso di queste ultime, perdendo così la sua posizione di amministratore. Iacono ha frequentato la Professional Performing Arts School di New York con il migliore amico e co-star in Fame-Saranno famosi Paul McGill.

Nell'aprile 2012 Paul fa coming out dalla sua pagina Twitter, dichiarando: 

## Carriera
Iacono inizia la sua carriera quando , da bambino, scoprì di avere talento nell'imitare Frank Sinatra e Ethel Merman. Paul cominciò ad esibirsi in molti teatri locali in tutto il New Jersey e all'età di 4 anni partecipò ad uno spettacolo al famoso locale cabaret Don't Tell Mama di New York.
Iacono raggiunse una più consistente notorietà grazie alle sue numerose partecipazioni al tv show della NBC  The Rosie O'Donnel Show dal 1997 al 2002.
All'età di 10 anni Paul aveva già recitato con grandissimi artisti come Mickey Rooney nel Mago di Oz, di Stephanie Mills in Children of Eden e di Christine Ebersole nel musical Mame.
Nel 2009 ottiene la parte di Neil Baczynsky, un aspirante regista , nel remake del musical anni '80 Fame- Saranno famosi.
Nel 2010 ottiene la parte principale nello show della MTV Hard Times - Tempi duri per RJ Berger.

## Filmografia

### Attore

#### Cinema
- Winter Solstice, regia di Josh Sternfeld (2004) Non accreditato
- Shakes, regia di Jonathan Ameli - cortometraggio (2005)
- The Naked Brothers Band: Il film (The Naked Brothers Band: The Movie), regia di Polly Draper (2005) Non accreditato
- Glow Ropes: The Rise and Fall of a Bar Mitzvah Emcee, regia di George Valencia e Edwin M. Figueroa (2008)
- Return to Sleepaway Camp, regia di Robert Hiltzik (2008) Uscito in home video
- Fame - Saranno famosi (Fame), regia di Kevin Tancharoen (2009)
- Consent, regia di Ron Brown (2010)
- Mac & Devin Go to High School, regia di Dylan Brown (2012)
- No God, No Master, regia di Terry Green (2012)
- Rhymes with Banana, regia di Peter Hutchings e Joseph Muszynski (2012)
- G.B.F., regia di Darren Stein (2013)
- Animal - Il segreto della foresta (Animal), regia di Brett Simmons (2014)
- Barker, regia di Dave Paige - cortometraggio (2014)
- Baked in Brooklyn, regia di Rory Rooney (2016)
- Dating My Mother, regia di Mike Roma (2017)
- The Bad Guys, regia di Carlos Rincones (2018)
- A Place to Stay, regia di Charlie Polinger - cortometraggio (2018)
- Extracurricular Activities, regia di Jay Lowi (2019)

#### Televisione
- Destini (Another World) – soap opera, 1 episodio (1996)
- Sentieri (The Guiding Light) – soap opera, 2 episodi (1997-1999)
- Così gira il mondo (As the World Turns) – soap opera, 2 episodi (1997-1999)
- Human Giant – serie TV, 2 episodi (2007)
- Hard Times - Tempi duri per RJ Berger (The Hard Times of RJ Berger) – serie TV, 2 episodi (2010-2011)
- Beverly Hills Broke, regia di David P. Levin – film TV (2013)
- Deadbeat – serie TV, 1 episodio (2014)
- It Could Be Worse – serie TV, 1 episodio (2014)
- Girls – serie TV, 1 episodio (2016)
- Do the Voice – serie TV, 1 episodio (2017)
- SCRAPPY New York City – serie TV, 1 episodio (2024)

### Doppiatore
- Chozen – serie animata, 1 episodio (2014)
- Live Forever, regia di Sebastian Sommer - cortometraggio (2016)

## Doppiatori italiani
Nelle versioni in italiano dei suoi film, Paul Iacono è stato doppiato da:
- Lorenzo De Angelis in Hard Times - Tempi duri per RJ Berger, Animal - Il segreto della foresta
- Flavio Aquilone in Fame - Saranno famosi